# RY Водолея
RY Водолея (лат. RY Aquarii), HD 203069 — двойная затменная переменная звезда типа Алголя (EA) в созвездии Водолея на расстоянии приблизительно 520 световых лет (около 159 парсеков) от Солнца. Видимая звёздная величина звезды — от +10,21m до +8,82m. Орбитальный период — около 1,9666 суток.

## Характеристики
Первый компонент — белая звезда спектрального класса A3 или A7V. Эффективная температура — около 7346 К.
Второй компонент — жёлтая звезда спектрального класса G. Эффективная температура — около 5808 К.